# Microctenonyx cavifrons
Microctenonyx cavifrons là một loài nhện trong họ Linyphiidae.
Loài này thuộc chi Microctenonyx. Microctenonyx cavifrons được Lodovico di Caporiacco miêu tả năm 1935.